# Ляська (Лемборський повіт)
Ляська (пол. Laska, нім. Laaske) — село в Польщі, у гміні Нова Весь-Лемборська Лемборського повіту Поморського воєводства.
У 1975-1998 роках село належало до Слупського воєводства.